# Uzina Mecanică Plopeni
Uzina Mecanică Plopeni este o fabrică de armament din România care funcționează ca filală a companiei Romarm.
A fost înființată în anul 1937 sub numele de Fabrica Mărgineanca, iar în 1947 a fost naționalizată.
La Plopeni se produceau muniții pentru artilerie, aruncătoare de grenade, instalații pentru crearea culoarelor în câmpurile de mine, submuniții pentru loviturile de min. 80 km bătaie, diverse sisteme pirotehnice pentru piețe din Statele Unite, Uniunea Europeană și Asia.
Fabrica și-a redus treptat personalul, iar în decembrie 1997 a început prima rundă de disponbilizări din cauza lipsei comenzilor.
În anul 2009, fabrica mai producea doar role pentru rulmenți.
În decembrie 2003, din Uzina Mecanică Plopeni s-a desprins societatea Hidraulica UM Plopeni, care a preluat în totalitate producția de echipamente hidraulice.
Fabrica de pompe a ajuns, într-un singur an, principalul producător de echipamente hidraulice din România.
Număr de angajați:
- 2010: 166[7]
- 2009: 240[4]
- 2008: 234[8]
- 2003: 5.000[9]
- 2000: 9.154[10]
- 1989: 18.000[11]